# Rūdbārān
Rūdbārān (persiska: رُّد بَرَن, رود ياران, رودباران) är en ort i Iran.   Den ligger i provinsen Markazi, i den centrala delen av landet, 240 km sydväst om huvudstaden Teheran. Rūdbārān ligger 1 889 meter över havet och antalet invånare är 163.
Terrängen runt Rūdbārān är kuperad söderut, men norrut är den platt. Runt Rūdbārān är det ganska tätbefolkat, med 67 invånare per kvadratkilometer. Närmaste större samhälle är Varcheh, 15,5 km söder om Rūdbārān. Trakten runt Rūdbārān består i huvudsak av gräsmarker.